# NGC 1552
NGC 1552 è una galassia lenticolare situata nella costellazione dell'Eridano, a una distanza di circa 226 milioni di anni luce dalla nostra Via Lattea.

## Scoperta
La galassia è stata scoperta il 1 gennaio 1786 dall'astronomo britannico di origine tedesca William Herschel.

## Descrizione
NGC 1552 è caratterizzata da un nucleo galattico attivo.